# Pueblo Nuevo (Madrid)

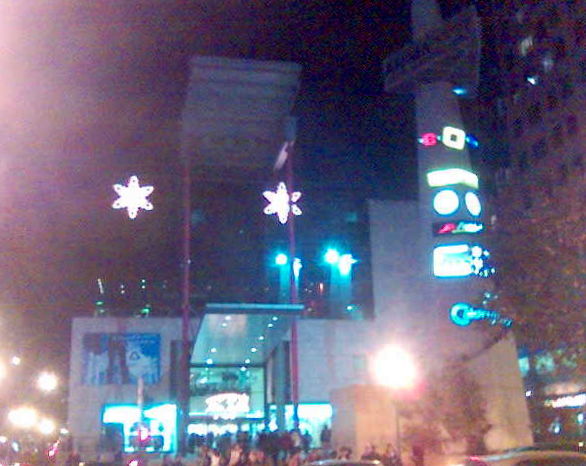
El C.C. Alcalá Norte.

Pueblo Nuevo és un barri del districte de Ciudad Lineal, a Madrid. Té una superfície de 231,92 hectàrees i una població de 65.415 habitants (2009). Limita al nord amb el barri de Quintana, al sud amb Horcajo (Moratalaz), a l'est amb els barris de Simancas, Amposta i Arcos (San Blas-Canillejas) i al sud i oest amb Ventas (el cementiri de l'Almudena). Està situat entre els carrers d'Alcalá, Hermanos García Noblejas, Avenida de Daroca i José María de Pereda.

## Transports

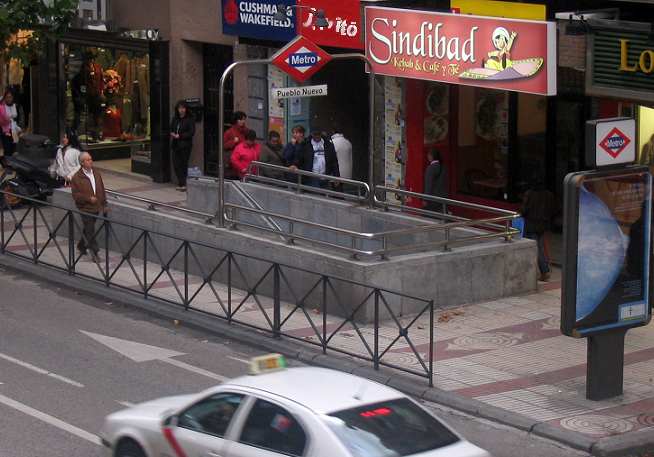
Metro de Pueblo Nuevo al Carrer d'Alcalá.

Xarxa d'autobús dins del barri de Pueblo Nuevo.

### Autobusos
El barri es troba molt ben connectat amb Hortaleza i les zones nord i centre de Madrid.
- Així l'autobús 4 connecta el barri amb Vicálvaro.
- El 38 connecta el barri amb Las Rosas i amb Manuel Becerra.
- El 48 connecta el barri amb Canillejas i amb Manuel Becerra.
- El 70 connecta el barri amb Plaça de Castilla.
- El 109 es mou dins del barri, des del carrer Alcalá fins al Barri de Bilbao.
- Per als trajectes nocturns estan els autobusos N5, N6, L5 i L7.

### Metro
Pel barri passen les línies 5 i 7 del Metro de Madrid tenint les estacions de Pueblo Nuevo, Ciudad Lineal, Ascao i García Noblejas.